# 秋山隆彦
秋山 隆彦（あきやま たかひこ、1958年 - ）は、日本の化学者（理学博士）、学習院大学教授。専門は有機合成化学。

## 略歴
- 1958年 岡山県倉敷市生まれ
- 1980年 東京大学理学部化学科卒業
- 1985年 東京大学大学院理学系研究科化学専門課程博士課程修了(理学博士)
- 1985年 塩野義製薬(株)研究所
- 1988年 愛媛大学工学部助手
- 1992年 スタンフォード大学（バリー・トロスト教授）博士研究員
- 1994年 学習院大学理学部化学科 助教授
- 1997年 学習院大学理学部化学科 教授

## 受賞
- 1997年：有機合成化学協会「武田薬品工業（株）研究企画賞」
- 2009年：有機合成化学協会 第一三共・創薬有機化学賞
- 2009年：日本化学会 学術賞
- 2012年：名古屋シルバーメダル
- 2016年：フンボルト賞（Humboldt Research Award）
- 2016年：アメリカ化学会賞（Arthur C. Cope Scholar Award）